# 1632
| 1632               |
| ------------------ |
| Dødsfald - Fødsler |
| • Begivenheder     |

| Gregoriansk kalender | 1632 MDCXXXII           |
| Ab urbe condita      | 2385                    |
| Armensk kalender     | 1081 ԹՎ ՌՁԱ             |
| Kinesiske kalender   | 4328 – 4329 辛未 – 壬申 |
| Etiopisk kalender    | 1624 – 1625             |
| Jødisk kalender      | 5392 – 5393             |
| Hindukalendere       |                         |
| - Vikram Samvat      | 1687 – 1688             |
| - Shaka Samvat       | 1554 – 1555             |
| - Kali Yuga          | 4733 – 4734             |
| Iransk kalender      | 1010 – 1011             |
| Islamisk kalender    | 1042 – 1043             |

|  | Denne artikel handler om året 1632 e.Kr. Opslaget har også andre betydninger, se 1632 f.Kr. |
Konge i Danmark: Christian 4. 1588-1648

## Begivenheder
- Under slaget ved Lützen besejrer Sachsen og Sverige (på protestanternes vegne) den kejserlige, katolske hær. Herefter har katolikkerne ikke styrke til at gennemføre modreformationen med magt
- 6. november - Sveriges Gustav 2. Adolf bliver dræbt ved Lützen under trediveårskrigen

## Født
- 24. november – Baruch de Spinoza, jødisk rationalistisk filosof, fødes i Amsterdam
- Samuel Pufendorf, tysk jurist og naturretstænker

## Dødsfald
- 6. november – Gustav 2. Adolf af Sverige falder ved Lützen.